# 1844 na literatura

## Nascimentos
| Data          | Nome                                       | Profissão                           | Nacionalidade | Observações | Ref   |
| ------------- | ------------------------------------------ | ----------------------------------- | ------------- | ----------- | ----- |
| 21 de janeiro | Caetano de Andrade Albuquerque Bettencourt | jornalista, escritor e Par do reino | Portugal      | m. 1900     | [ 1 ] |
| 16 de Abril   | Anatole France                             | escritor                            | França        | m. 1924     |       |
| 28 de Julho   | Gerard Manley Hopkins                      | poeta                               | Inglaterra    | m. 1889     |       |
| 29 de Agosto  | Apolinário Porto-Alegre                    | escritor e poeta                    | Brasil        | m. 1904     |       |
| 15 de outubro | Friedrich Nietzsche                        | filósofo                            | Alemanha      | m. 1900     |       |

## Mortes
| Data           | Nome           | Profissão         | Nacionalidade | Observações | Ref |
| -------------- | -------------- | ----------------- | ------------- | ----------- | --- |
| 27 de janeiro  | Charles Nodier | escritor          | França        | n. 1780     |     |
| 18 de setembro | John Sterling  | poeta e novelista | Escócia       | n. 1806     |     |